# Comté d'Essex (Massachusetts)
Pour les articles homonymes, voir Essex (homonymie) et Comté d'Essex.
Le comté d'Essex est un comté situé au nord-est de l'État du Massachusetts aux États-Unis. Il fait partie du Grand Boston. Au recensement de 2010, sa population s'élevait à 743 159 personnes. Il existe deux chefs-lieux :  Salem et Lawrence.
Le comté s’étend sur 2 146 km2. Il est bordé par le New Hampshire au nord, l'océan Atlantique à l’est, le comté de Suffolk  au sud et le comté de Middlesex  à l’ouest.
À l’instar d'un nombre croissant de comtés du Massachusetts, le comté d’Essex existe aujourd'hui seulement en tant que région géographique historique et n’a plus de gouvernement spécifique. La plupart des fonctions exécutives et électives locales ont été transférées aux agences de l’État en 1999.

## Villes et villages
Liste des villes et villages du comté :
- Amesbury
- Andover
  - Shawsheen Village
- Beverly
- Boxford
- Danvers
- Essex
- Georgetown
- Gloucester
- Groveland
- Hamilton
- Haverhill
- Innsmouth, ville imaginaire créée par H. P. Lovecraft
- Ipswich
- Lawrence
- Lynn
- Lynnfield
- Manchester-by-the-Sea
- Marblehead
- Merrimac
- Methuen
- Middleton
- Nahant
- Newbury
- Newburyport
- North Andover
- Peabody
- Rockport
- Rowley
- Salem
- Salisbury
- Saugus
- Swampscott
- Topsfield
- Wenham
- West Newbury

## Transports
- Aéroport régional de Beverly.

## Note
1. ↑  Les villages sont une division de recensement mais n'ont pas d'existence juridique séparée de la ville dans laquelle ils se trouvent.